# Phare Limin Yithion
Le phare Limin Yithion, également appelé phare Kranái (φάρος Κρανάη) ou phare Gýthio (φάρος του Γυθείου), est situé à l'est de l'île Kranái, au sud du port de Gýthio dans le golfe de Laconie en Grèce. Il est achevé en 1873.

## Caractéristiques
Le phare est une tour octogonale de marbre, surmontant la maison du gardien. Il s'élève à 25 mètres au-dessus de la mer Égée. 

## Codes internationaux
- ARLHS[3] : GRE-073
- NGA : 15008
- Admiralty[4] : E 4052

## Source
(en) [PDF] List of lights radio aids and fog signals - 2011 - The west coasts of Europe and Africa, the mediterranean sea, black sea an Azovskoye more (sea of Azov) (la liste des phares de l'Europe, selon la National Geospatial - Intelligence Agency)- Version 2011 - National Geospatial - Intelligence Agency - p. 260

## Lien connexe
Gýthio